# Quincy Jones III
Pour les articles homonymes, voir Jones.
Quincy Jones III, alias QD III, né le 23 décembre 1968 à Londres (Royaume-Uni), est un producteur de cinéma et de musique ainsi qu'un compositeur américain. Il est le fils du producteur musical et compositeur Quincy Jones et de la mannequin et actrice Ulla Jones (en).
Il est le producteur de plusieurs rappeurs dont, entre autres, Ice Cube, Tupac Shakur, Yo-Yo ou encore Justin Warfield.

## Discographie

### Albums
- 1991 : Soundlab

### Productions sur d'autres albums
- 1993 : Too $hort : Get in Where You Fit In
- 1993 : Ice Cube : Lethal Injection
- 1993 : Yo-Yo : You Better Ask Somebody
- 1994 : Da Lench Mob : Planet of da Apes
- 1996 : Tupac Shakur : All Eyez On Me
- 1996 : Makaveli : The Don Killuminati: The 7 Day Theory
- 1996 : Westside Connection : Bow Down
- 1996 : Mr. X : Mr. X
- 1996 : LL Cool J : All World: Greatest Hits
- 2001 : Tupac Shakur : Until The End of Time

## Filmographie

### Comme compositeur
- 1991-1993 : Le Prince de Bel-Air (série télévisée)
- 1993 : Helicopter de Mitchell Rose (court métrage)
- 1993 : Menace to Society des frères Hughes
- 1999 : Thicker Than Water de Richard Cummings Jr.
- 2001 : Pootie Tang de Louis C.K.
- 2002 : Tupac Shakur: Thug Angel de Peter Spirer
- 2003 : Beef de Peter Spirer
- 2004 : Beef 2 de Peter Spirer
- 2005 : Letter to the President de Thomas Gibson (Vidéo)

### Comme producteur exécutif
- 2002 : Tupac Shakur: Thug Angel de Peter Spirer
- 2002 : The Freshest Kids d'Israel (Documentaire)
- 2003 : Beef de Peter Spirer
- 2004 : Beef 2 de Peter Spirer
- 2005 : Letter to the President de Thomas Gibson (Vidéo)
- 2005 : Beef 3 de Peter Spirer
- 2006 : Rising Son: The Legend of Skateboarder Christian Hosoi (Documentaire)
- 2006 : Beef: The Series de Peter Alton (série télévisée)
- 2007 : Finesse Mitchell: Snap Famous de Michael Drumm (Vidéo)
- 2007 : Paul Mooney: Know Your History - Jesus Is Black and So Was Cleopatra de Jonathan X (Vidéo)